# Le Gabion
Le Gabion est le 12e album de la série de bande dessinée Jérôme K. Jérôme Bloche d’Alain Dodier. L'ouvrage est publié en 1997.